# سيد احمد ولد محمد
سيد احمد ولد محمد (1 يونيو 1971) هو خبير بيئي ومستشار دولي ووزير موريتاني تقلد عدة مناصب وزارية في عهد الرئيس الموريتاني محمد ولد الغزواني، ويشغل الآن منصب وزير الإسكان والعمران والاستصلاح الترابي، وهو من بين خمسة وزراء فقط استمروا في حكومات ولد غزواني الثلاث التي مر بها 56 وزيرا في ثلاث حكومات وخمس تعديلات وزارية جزئية (حكومة ولد الشيخ سيديا وحكومتا ولد بلال).
عهد إليه في 13 من مايو 2024 من طرف الرئيس الموريتاني محمد ولد الشيخ الغزواني بإدارة حملته الانتخابية في الرئاسيات التي أجريت يونيو 2024 وأسفرت عن إعادة انتخاب الرئيس الغزواني لولاية ثانية بعد فوزه بنسبة تزيد على 56% من الأصوات.